# Disasterina odontacantha
Disasterina odontacantha is een zeester uit de familie Asterinidae.
De wetenschappelijke naam van de soort werd in 1980 gepubliceerd door Liao.